# Corydalis echinocarpa
Corydalis echinocarpa là một loài thực vật có hoa trong họ Anh túc. Loài này được Franch. mô tả khoa học đầu tiên năm 1886.